# Vigintisexvirato
El vigentisexvirato (en latín, vigintisexviratus) fue el nombre dado a un conjunto de veintiséis magistrados menores de la Antigua Roma que, aunque de origen y funciones diferentes, formaban de hecho una unidad. Durante la República era habitual que los jóvenes senadores que quisieran acceder a la cuestura e iniciar su cursus honorum ejercieran una de estas magistraturas.
Los magistrados que formaban este colegio eran los siguientes:
- Tresviri capitales.— Tres magistrados que actuaban como auxiliares de los magistrados con imperium responsables de las condenas a muerte.[2]
- Tresviri monetales o tresviri aeri argento auro flando feriundo.— Tres magistrados que se encargaban de la acuñación de las monedas de cobre en nombre del Senado.[2]
- Quattuorviri praefecti Capuam Cumas.— Cuatro magistrados auxiliares del pretor urbano y sus representantes en Capua y Cumas.[2] Fue abolida durante el imperio de Augusto.[1]
- Decemviri stlitibus iudicandis.— Conjunto de diez jueces encargados de resolver en los casos relacionados con la ciudadanía romana.[2]
- Quattuorviri viarum curandarum o quattuorviri viis in urbe purgandis.— Conjunto de cuatro magistrados que, a las órdenes de los ediles, se encargaban de la limpieza de las calles de Roma.[2]
- Duoviri viis purgandis o duoviri viis extra urbem purgandis.— Dos magistrados encargadas de velar por la limpieza de los accesos a Roma hasta una milla de distancia de la ciudad.[cita requerida] Fue abolida en el año 20 d. C.[1]

Las magistraturas del vigintisexvirato eran anuales y fueron probablemente elegidas todas a la vez por los comitia tributa. En época imperial se abolieron dos colegios, por lo que pasó a denominarse vigintivirato.